# Hsien-Sheng Lien
Hsien-Sheng Lien (Mandarijn: 連憲升) (Taipei, 31 augustus 1959) is een Taiwanees componist, muziekpedagoog en musicoloog.

## Levensloop
Lien studeerde aan de Nationale Universiteit van Taiwan rechten van 1977 tot 1981. Van 1987 tot 1991 studeerde hij onder andere musicologie bij Tsang-Houei Hsu muziektheorie bij Yen Lu en muziekanalyse bij Hao Chang aan de National Taiwan Normal University. In 1993 ging hij met een studiebeurs van de Taiwanese regering naar Frankrijk en studeerde van 1994 tot 1997 aan de École Normale de musique de Paris onder andere orkestratie en compositie bij Alain Weber, muzikale analyse bij Jacques Castérède, Yoshihisa Taira, compositie bij Emmanuel Nunes en Michaël Levinas. In 1997 en 1998 was hij aan de École des Hautes Etudes en Sciences Sociales.
Van 1998 tot 2005 promoveerde hij bij Marc Battier tot Doctor in muziek en musicologie aan de Université de Paris-Sorbonne met een dissertatie over het werk van de Chinese componist Qigang Chen en de eigentijdse Chinese en Japanse muziek.
In zijn post-doctorale studies volgt hij het onderzoek van de Aziatische eigentijdse muziek aan de Academia Sinica of Taiwan in Taipei. Tegenwoordig is hij docent voor muziek uit de 20e eeuw en eigentijdse Aziatische muziek aan de National Taiwan Normal University.
Als componist is hij in 1995 begonnen en behaalde al verschillende prijzen en onderscheidingen, zoals de 1e prijs in de sectie Creatie van literatuur en kunst van het Ministerie van Onderwijs in Taiwan in 1998, de 1e prijs tijdens de Formosa Composition Competition in 2005 voor zijn werk Eprouvante Simplicité, voor sopraan, bariton en ensemble van acht muzikanten, de 2e prijs bij het Hsu Tsang-Houei International Music Composition Award in 2006 voor zijn werk Le vent, la terre et le chant, voor gemengd koor en piano.

## Composities

### Werken voor koren
- 2005 Sourire face au vent - Smile in the Wind, voor gemengd koor met bamboes
- 2006 Le vent, la terre et le chant, voor gemengd koor, piano, slagwerk en bamboes

### Vocale muziek
- 1996 Les roseaux, voor sopraan en piano
- 1996 La lune se lève, voor sopraan, dwarsfluit en slagwerk
- 2002-2005 Eprouvante Simplicité – d'après le poème de René Char, voor sopraan, bariton en instrumentaal-ensemble - tekst: René Char

### Kamermuziek
- 1997 Je bois seul lors de pluies continuelles, voor strijkkwartet
- 2000 Rappel de l’âme, voor klarinet, viool, cello en piano
- 2001 Jeux des fleurs de prunier, voor viool en piano

### Werken voor piano
- 1995 Trois pièces
  1. Etude
  2. Chant du soir
  3. Quand la lumière traverse les feuilles

### Werken voor traditionele Chinese instrumenten
- 2006 Les parfums descendent et flottent sur l’eau, voor zes traditionele Chinese instrumenten

## Publicaties
- A Brief History of Electroacoustic Music in Taiwan, EMS, 2008
- History and Development of Electroacoustic Music in Taiwan, in: Prospect of the coming “Network of the Study on Electroacoustic Music and Eastern-Asian Tradition”, 2007
- Pentatonisme et lyrisme – Analyses mélodiques de certaines œuvres tardives de Tôru Takemitsu et Qigang Chen, in: Analyse mélodique, Danielle Pistone et Matthieu Favrot (éd.), Série Conférences et séminaires, n° 28, Paris, Université Paris IV – Sorbonne (Observatoire Musical Français), 2007, p. 89-100.
- The Return and Omnipresence of Pentatonicism-Ancient Tones and modern echoes in the works of Tôru Takemitsu and Qigang Chen, 2006
- Poème lyrique II de Qigang Chen et la vocalité dans la musique contemporaine chinoise, in: Intention et création dans l'art d'aujourd'hui, Marc Battier et Bruno Bossis (éd.), Série Conférences et Séminaires, n°19, Paris, Université de Paris – Sorbonne (Observatoire Musical Français), 2005, p. 27-39.
- Chant de l'enterrement des fleurs, un requiem de Hsu Tsang-Houei : Mémoire de DEA, Sous la direction de Hugues Dufourt et de Pierre-Albert Castanet. - [S. l.] : [S. n.], 1998. - 129 p. in: Contient le catalogue des écrits et des compositions de Tsang-Houei HSU [pp. 119–127] Contient la traduction de HSU Tsang-Houei : Le mystérieux chiffre cinq dans la culture de la musique traditionnelle chinoise, Revue d'étude musicale, n° 5, Revue de l'Institut de musique de l'Université de Taïwan, Taipei, le 31 décembre 1996. - Mémoire de DEA : Musique et Musicologie du XXème siècle : IRCAM, CNRS, EHESS, Paris IV - Sorbonne : 1998
- Traduction chinoise de "Technique de mon langage musical" d'Olivier MESSIAEN, gepubliceerd in Taiwan en geautoriseerd door de originele uitgever Edition Alphonse Leduc & Cie Paris, 1992